# Manuel de Mederos
Manuel de Menderos (ur. 1539, zm. ok. 1613) – portugalski odkrywca i osadnik, aktywny podczas kolonizacji Meksyku. Jeden z założycieli miasta Saltillo, burmistrz Monterrey. 
Urodził się w 1539 roku na wyspie São Miguel. Dotarł do Nowej Hiszpanii (obecny Meksyk) w 1562 roku uczestniczył w wyprawie, mającej podbić północną część kraju. Został jednym z założycieli miasta Saltillo 25 lipca 1577. Uczestniczył także w zakładaniu miasta Monclova w kwietniu 1588. Po tym okresie, wrócił wraz z rodziną do Saltillo. Później przeniósł się do Monterrey, gdzie najpierw pełnił funkcję kanclerza, potem, w 1602 roku został burmistrzem. Wiadomo także, że na pewno żył jeszcze w 1613 roku.
Obecnie kampus Universidad Autónoma de Nuevo León nosi jego imię; istnieje także aleja jego imienia w Monterrey (Avenida Capitán Mederos). 